# Leonard
Leonard – imię męskie pochodzenia germańskiego. Wywodzi się od słowa oznaczającego „silny jak lew”. W Polsce imię to poświadczone jest od 1193 roku, m.in. jako Lenart, Lenard, Leonhardus, Lenert, Lenhart i Lenhard.
Odpowiedniki w innych językach:
- język angielski – Leonard, Lennard, Lyonel
- język czeski – Lenard
- język hiszpański – Leonardo
- łacina – Leonardus
- język niemiecki – Leonhard, Leonard (rzadsze warianty: Lenard, Leinhard, Linnart)
- język francuski – Léonard
- język rosyjski – Leonard
- język słowacki – Lenard
- język szwedzki – Lennart
- język włoski – Leonardo

Forma żeńska imienia: Leonarda.
Leonard imieniny obchodzi:
- 4 marca (na pamiątkę św. Leonarda z Avranches, +614),
- 30 marca (na pamiątkę św. Leonarda Murialdo, zakonnika, 1828-1900),
- 6 listopada (na pamiątkę św. Leonarda z Limoges, pustelnik, 466-559),
- 18 listopada (na pamiątkę św. Leonarda Kimury, 1575-1619),
- 26 listopada (na pamiątkę św. Leonarda z Porto Maurizio, 1676-1751),
- 15 października (na pamiątkę św. Leonarda Vandoeuvre +1572).

Znani ludzie noszący imię Leonard:
- Leonardo z Pizy, zwany Fibonacci – włoski matematyk
- Leonard Adleman
- Leonard Andrys
- Leonard Bernstein
- Leonard Biełozierski
- Leonardo di Bona
- Leonardo Bruni
- Leonard Buczkowski
- Leonard Casley
- Leonard Cohen – piosenkarz
- Leonardo Conti
- Leonardo DiCaprio
- Leonhard Euler
- Leonard Kleinrock
- Leonard Krasulski
- Leonard Albert Kravitz
- Leonard Lepszy
- Leonardo Loredano
- Leonard Lorentowicz
- Leonard Marconi – polski rzeźbiarz pochodzenia włoskiego
- Leonard McCoy
- Leonard Andrzej Mróz
- Leonard Nimoy
- Leonard Orr
- Leonard Peltier
- Leonard Piątek
- Leonard Pietraszak
- Leonard Schatzman
- Leonard Siemiątkowski
- Leonard Skierski
- Leonard Sowiński
- Leonard Tarnawski
- Leonardo II Tocco – hrabia Kefalenii do 1381
- Leonardo Torres y Quevedo
- Leonardo da Vinci
- Leonard Warren
- Leonard Woolf
- Leonard Woolley
- Leonard Zub-Zdanowicz
- James Leonard Doyle
- Ernst Leonard Lindelöf
- Jean Charles Leonard Simonde de Sismondi
- Samuel Leonard Tilley

## Ludzie o nazwisku Leonard
- Edgar Leonard